# George McGovern
George Stanley McGovern (Avon, 19 luglio 1922 – Sioux Falls, 21 ottobre 2012) è stato un politico e storico statunitense, membro del Partito Democratico.
Candidato del Partito Democratico alle elezioni presidenziali del 1972, fu sconfitto con largo margine dal Presidente uscente Richard Nixon. Si ripresentò alle primarie in anni successivi, ma non ottenne la candidatura. Progressista e liberale della sinistra democratica, fu considerato da molti, specie dagli avversari, il candidato presidenziale "più di sinistra" della storia degli Stati Uniti d'America, e talvolta fu definito anche socialista.
Reduce della seconda guerra mondiale, dove si era distinto per coraggio e valore come tenente pilota di bombardieri B-24 Liberator, si impegnò per tutta la vita nella propaganda pacifista e contro le armi nucleari, sostenendo un ruolo più forte del governo federale nell'arginare la troppa indipendenza degli Stati membri dell'Unione.
Barack Obama lo ricordò come «una persona che ha dedicato la sua vita al paese che amava».

## Biografia
McGovern nacque nel 1922 ad Avon, nel Dakota del Sud. Suo padre era un pastore metodista. Si laureò alla Dakota Wesleyan University e nel 1943 sposò Eleanor Stegeberg, da cui ebbe cinque figli.
Durante la seconda guerra mondiale, divenne tenente pilota di bombardieri B-24 Liberator a Cerignola, nel 461º Gruppo Bombardieri dell'aeronautica militare statunitense: la sua esperienza militare è narrata nel libro di Stephen E. Ambrose Tigri in battaglia - La storia degli uomini che pilotarono i B-24 sopra la Germania (2005). Partecipò a 35 missioni di combattimento e fu insignito della Distinguished Flying Cross per il valore dimostrato.
Finita la guerra, prese una seconda laurea in filosofia e iniziò a insegnare alla Dakota Wesleyan University.
La moglie morì nel 2007 e dei cinque figli due morirono prima di lui, nel 1994 e nel 2012, a causa di problemi con l'alcolismo.
Alla sua morte nel 2012 la salma fu inumata nel cimitero di Rock Creek a Washington.

### Carriera politica
Nel 1948 decise d'impegnarsi per il Partito Progressista di Henry A. Wallace, di cui sostenne la candidatura alle elezioni presidenziali. Alle successive elezioni del 1952 aderì al Partito Democratico e fu volontario per la campagna elettorale di Adlai Stevenson II. Nel 1956 si candidò alla Camera dei Rappresentanti, ottenendo il seggio, riconfermato nel 1958.
Nel 1960 si candidò al Senato, ma fu sconfitto: divenne allora presidente del programma Food for Peace sotto l'Amministrazione Kennedy. Nel 1962 si ricandidò al Senato e fu eletto (riconfermato nel 1968 e nel 1974). Nel suo primo discorso tenuto in Senato nel marzo 1963, McGovern lodò l'iniziativa di Kennedy nota come Alleanza per il Progresso, ma criticò la politica statunitense nei confronti di Cuba, minata a suo dire dalla «nostra fissazione per Castro».
Da senatore votò il 7 agosto 1964 a favore della Risoluzione del Golfo del Tonchino, ma ben presto diventò uno dei più strenui oppositori alla Guerra del Vietnam, criticando spesso le politiche del presidente Lyndon B. Johnson:
Nel 1968 cercò di ottenere la nomination democratica alle elezioni presidenziali, ma fu sconfitto dal vicepresidente Hubert Humphrey. Nel 1969 fu incaricato dal partito di presiedere la commissione che avrebbe riformato il processo di nomina nel Partito Democratico: la riforma che ne scaturì ridusse il ruolo dell'estabilishment del partito, aumentò il ruolo dei caucus e delle elezioni primarie, e garantì delle quote per la rappresentanza di neri, donne e giovani.

#### Elezioni presidenziali del 1972
La riforma e gli scandali che bloccarono in partenza le candidature di peso di Ted Kennedy ed Edmund Muskie gli spalancarono le porte per la nomination alle elezioni presidenziali del 1972. Il suo programma elettorale prevedeva il ritiro delle truppe dal Vietnam in cambio della liberazione dei prigionieri di guerra statunitensi, l'amnistia per i disertori della Guerra del Vietnam e una riduzione del 37% in tre anni delle spese per la Difesa.
La sfida nelle primarie oppose principalmente McGovern, candidato della sinistra del Partito, ad Hubert Humphrey - vicepresidente di Lyndon Johnson e già candidato delle precedenti elezioni, di tendenza centrista - e George Wallace, rappresentante dell'ala destra dei Democratici, populista e favorevole alla segregazione razziale. Si trattò di consultazioni molto serrate, il cui esito fu dubbio fino all'ultimo giorno e in cui McGovern dovette fronteggiare la nascita di una coalizione denominata "Tutti tranne McGovern", che appunto aborriva un suo eventuale successo.
Al termine delle primarie, come numero di voti popolari Humphrey risultò in testa con il 25.77% seguito da McGovern con il 25.34% e Wallace con il 23.48%. McGovern tuttavia fu il più votato in ben 10 Stati (Humphrey vinse solo in 4 e Wallace trionfò in 5) e, di conseguenza, riuscì ad ottenere il maggior numero di delegati, assicurandosi così la nomination. La sua affermazione portò a una pesante faida nel partito e molti notabili esponenti centristi e moderati, piuttosto che appoggiarlo, sostennero apertamente il presidente Richard Nixon.
La campagna elettorale fu tra le più disastrose per un candidato democratico. La scelta del candidato vicepresidente finì nel caos: alla fine fu selezionato il senatore del Missouri Thomas Eagleton, che poche settimane dopo dovette farsi da parte per le indiscrezioni di stampa su terapie basate su elettroshock, a cui si era sottoposto per una forma di depressione. Dopo il rifiuto di ben sei influenti esponenti democratici, a cui McGovern aveva pubblicamente offerto il ruolo (Ted Kennedy, Abraham Ribicoff, Hubert Humphrey, Reubin Askew, Edmund Muskie e, forse, Larry O'Brien), la scelta cadde su Sargent Shriver, cognato dei Kennedy e padre di Maria, futura moglie di Arnold Schwarzenegger.
Il colpo mortale alla sua campagna elettorale fu sferrato dal giornalista conservatore Bob Novak, che in un articolo citò un senatore democratico secondo il quale McGovern era favorevole all'amnistia, all'aborto e alla legalizzazione delle droghe leggere, ma aveva nascosto questi orientamenti agli elettori. Finì per essere identificato con posizioni di estrema sinistra e dovette fronteggiare gli attacchi di Nixon (favoriti dallo spionaggio che sarebbe stato poi denunciato nello scandalo Watergate).
Alla fine della campagna elettorale avvenne un curioso episodio: McGovern stava tenendo un discorso mentre un ammiratore di Nixon continuava a interromperlo e rimproverarlo. McGovern chiamò a sé il giovane, gli disse "Ho un segreto da raccontarti" e gli sussurrò all'orecchio: "Baciami il sedere" ("Kiss my ass" in originale). Il disturbatore lo raccontò a un giornalista e la notizia venne ampiamente riportata. A partire dalla sera successiva, i sostenitori di McGovern presero ad indossare distintivi con la scritta "KMA". Diversi anni dopo, McGovern osservò il senatore del Mississippi James Eastland che lo guardava dall'altra parte del Senato e ridacchiava tra sé; Eastland successivamente si avvicinò e gli chiese: "Hai davvero detto a quel ragazzo nel '72 di baciarti il sedere?". Quando McGovern sorrise e annuì, Eastland rispose: "Quella è stata la battuta migliore della campagna elettorale".
Alle elezioni fu sconfitto con un margine amplissimo: vinse nel solo Stato del Massachusetts e nel Distretto di Columbia, raggiungendo la misera quota di 17 grandi elettori, contro i 49 Stati e i 520 grandi elettori di Nixon. Come voti popolari ottenne 29.173.222 preferenze, pari al 37,5% dei suffragi. Subito dopo l'ufficializzazione dei risultati, McGovern riconobbe la vittoria dell'avversario inviandogli questo telegramma: "Spero che nei prossimi quattro anni ci condurrete a un periodo di pace all'estero e di giustizia in patria. Avrete il mio pieno sostegno in queste imprese".

#### Gli anni seguenti
McGovern fu emotivamente segnato dall'enorme sconfitta e sua moglie, Eleanor, la prese anche peggio: durante l'inverno 1972-1973, la coppia prese seriamente in considerazione l'idea di trasferirsi in Inghilterra. Gli esponenti della sua corrente furono detronizzati dalla leadership del Partito Democratico e lo stesso McGovern venne estromesso dalle principali decisioni del partito. Il 20 gennaio 1973, poche ore dopo l'inizio del secondo mandato di Richard Nixon, McGovern tenne un discorso alla Oxford Union in cui stigmatizzò aspramente "Tricky Dick": venne però criticato, anche da alcuni democratici, per aver usato toni troppo aspri.
Per superare "l'amarezza e l'autocommiserazione" che provava, McGovern si costrinse ad affrontare la sconfitta con umorismo davanti al pubblico; a partire dalla cena del Gridiron del marzo 1973, ha spesso raccontato le sue disavventure nella campagna in modo autoironico, affermando ad esempio: "Per molti anni, ho voluto candidarmi alla presidenza nel peggior modo possibile e l'anno scorso l'ho fatto di sicuro!". Dopo le dimissioni di Nixon, si dichiarò contrario al perdono presidenziale a lui concesso da Gerald Ford, perché era incomprensibile - a suo dire - che i sottoposti di Nixon finissero in prigione mentre il "grande manovratore" rimaneva libero.
Alle elezioni del 1974 mantenne il suo seggio al Senato dopo aver sconfitto con 17.000 voti di scarto il candidato dei repubblicani Leo K. Thorsness, un pilota dell'aeronautica militare che era stato per sei anni prigioniero di guerra in Vietnam e che lo aveva accusato di aver prestato aiuto e sollievo al nemico. Dopo la caduta di Saigon, attribuì il fatto al governo di Nguyễn Văn Thiệu "perché la leadership era corrotta e decadente e non aveva il sostegno del proprio popolo". Alle elezioni del 1980 perse il seggio al Senato, venendo sconfitto dal repubblicano James Abdnor con poco più di 60.000 voti di scarto.
Nel 1984 corse senza successo per la nomination democratica alle elezioni presidenziali di quell'anno. McGovern delineò un programma in dieci punti che prevedevano dei radicali cambiamenti di politica interna ed estera: arrivò terzo in Iowa, quinto in New Hampshire e terzo in Massachusetts; dopodiché preferì ritirarsi ed appoggiare Walter Mondale.
Nell'aprile del 1998 venne nominato da Bill Clinton ambasciatore degli Stati Uniti presso le Agenzie delle Nazioni Unite per l'alimentazione e l'agricoltura, rimanendo in carica tre anni. Nell'ottobre 2001 McGovern venne nominato primo ambasciatore mondiale delle Nazioni Unite sulla fame nel mondo dal World Food Program, l'agenzia che aveva contribuito a fondare quarant'anni prima, conservando tale carica fino alla morte. Continuò a occuparsi di politica fino alla fine dei suoi giorni, segnalandosi come uno schietto oppositore della guerra in Iraq e della presidenza di George W. Bush.

## Onorificenze
Onorificenze statunitensi